# Anders (cràter)

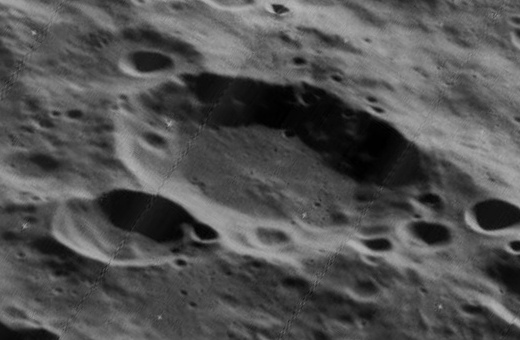
Imatge obliqua de la missió Lunar Orbiter 5

Anders és un cràter d'impacte situat en l'hemisferi sud de la cara oculta de la Lluna, just al sud-est de la vora exterior del cràter Apol·lo. Cap al sud-sud-est es troba el cràter Leavitt.
El cràter satèl·lit Anders T, de forma ovalada, envaeix lleugerament la vora sud-est del d'Anders. Hi ha una petita formació de doble cràter unida a l'exterior de la vora al nord-est, i una petita vall que trenca breument la vora nord. El sòl interior és relativament pla i està marcat només per un petit cràter en la paret oriental.
El cràter Anders porta el nom de l'astronauta nord-americà William Anders, tripulant de la missió Apol·lo 8 en 1968, que va ser la primera missió tripulada a la Lluna. Dos cràters propers porten el nom dels altres dos membres de la tripulació, Frank Borman (el cràter Borman) i James A. Lovell (el cràter Lovell).

## Cràters satèl·lit
Per convenció aquests elements són identificats en els mapes lunars posant la lletra en el costat del punt central del cràter que està més proper a Anders.
|        | \| Anders \| Coordenades \| Diàmetre \| \| ------ \| -------------------------------------- \| -------- \| \| D \| 40° 24′ S, 140° 30′ O / 40.4°S,140.5°O \| 23 km \| \| G \| 41° 48′ S, 141° 54′ O / 41.8°S,141.9°O \| 18 km \| \| X \| 39° 42′ S, 143° 48′ O / 39.7°S,143.8°O \| 21 km \| |          |
| Anders | Coordenades | Diàmetre |
| D      | 40° 24′ S, 140° 30′ O / 40.4°S,140.5°O | 23 km    |
| G      | 41° 48′ S, 141° 54′ O / 41.8°S,141.9°O | 18 km    |
| X      | 39° 42′ S, 143° 48′ O / 39.7°S,143.8°O | 21 km    |